# Гравітаційне поле

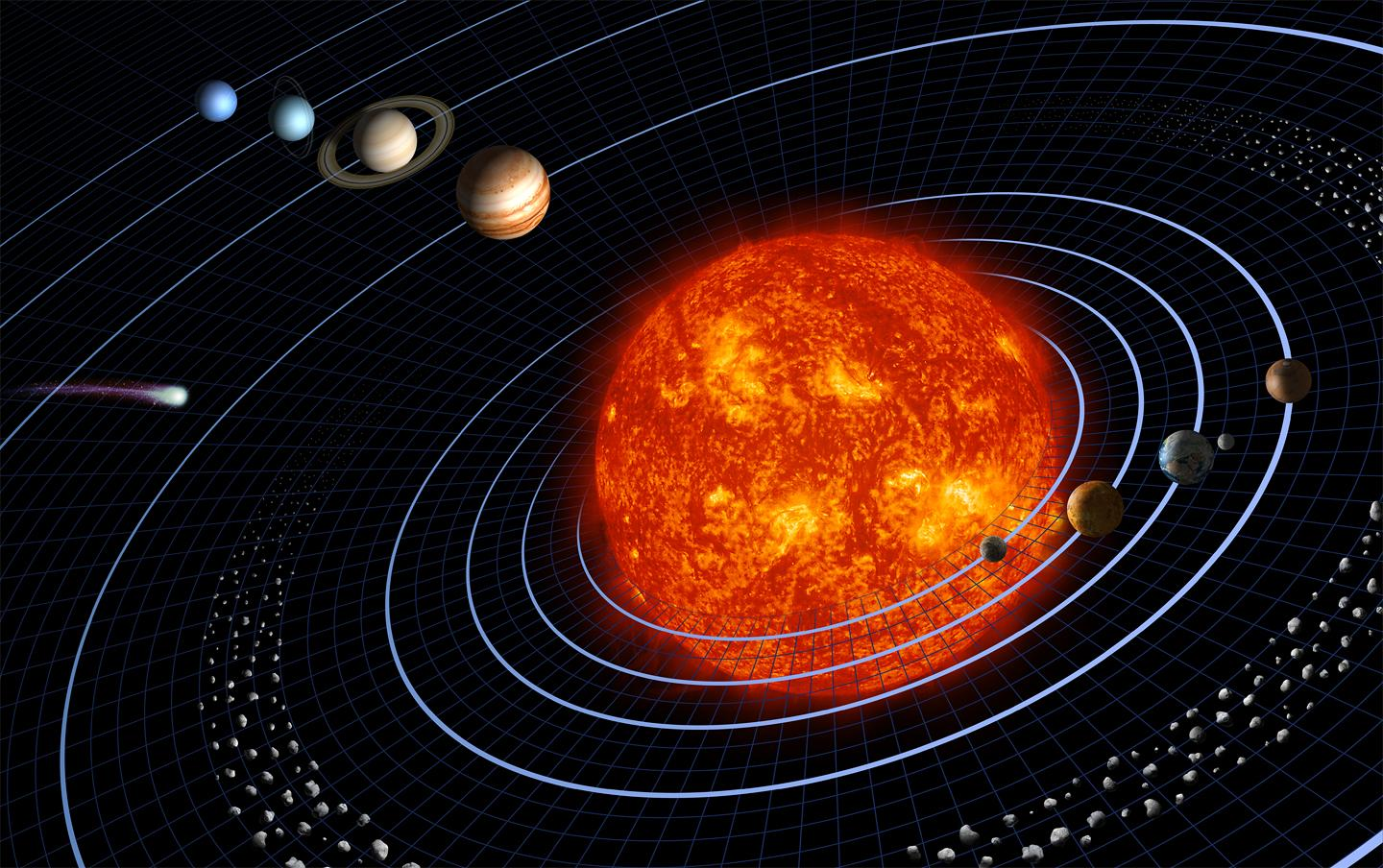
Гравітація утримує планети на навколосонячних орбітах. (масштаб спотворено)

Гравітаційне поле – фізичне поле, реальність, через яку здійснюється гравітаційна взаємодія мас. Гравітаційна взаємодія найслабша з відомих фундаментальних взаємодій. У класичній фізиці гравітаційне поле описується одним потенціалом та напруженістю. Напруженість гравітаційного поля збігається з прискоренням вільного падіння. У загальній теорії відносності гравітаційне поле пов’язується зі зміною метрики простору-часу. Теорія передбачає, що змінне гравітаційне поле породжує гравітаційні хвилі. Гіпотетичним квантом гравітаційного поля є гравітон. Гравітаційні хвилі та гравітони дуже слабко взаємодіють з речовиною. 
Слабкі гравітаційні поля описуються законом всесвітнього тяжіння Ньютона. Сильні гравітаційні поля, що виникають в околиці дуже масивних тіл, зірок, чорних дір, описує загальна теорія відносності Ейнштейна, зокрема рівняння Ейнштейна. Відповідно, слабкі гравітаційні поля класичної фізики адитивні, потенціал поля, створеного кількома масивними тілами, є сумою потенцілів окремих тіл. У випадку сильних полів це не так.
Навколо сферичних однорідних статичних тіл (якою є, наприклад, наша планета), гравітаційне поле в рамках загальної теорії відносності описується статичною ізотропною метрикою.